# Ръкописът
Ръкописът е телевизионно реалити предаване, излъчвано по Българска Национална Телевизия. Реалити форматът е насочен към любители на литературата, които искат да покажат своето творчество пред публика.

## Излъчване
Предаването е излъчено по БНТ 1 през 2015 година. Водещ на предаването е писателят и драматург – Георги Тенев. Режисьор е Милко Лазаров.. Участниците в първия сезон на реалити предаването са от най-различно естество, като може би най-многобройната група е на автори в литературната и публицистичната област, студенти в областта на хуманитарните науки. Също така има и свещеник, графични дизайнери, инженер.. Победител в първия сезон е Георги Бърдаров с романа „Аз още броя дните“.

## Жури
- Ваня Щерева
- Захари Карабашлиев
- Владимир Зарев